# Brasilocaenis irmleri
Brasilocaenis irmleri is een haft uit de familie Caenidae. De wetenschappelijke naam van de soort is voor het eerst geldig gepubliceerd in 1975 door Puthz.
De soort komt voor in het Neotropisch gebied.